# Dialium gossweileri
Dialium gossweileri är en ärtväxtart som beskrevs av Baker f. Dialium gossweileri ingår i släktet Dialium och familjen ärtväxter. Inga underarter finns listade i Catalogue of Life.